# Szelężnik Borbasa
Szelężnik Borbasa (Rhinanthus borbasii (Dörfl.) Soó) – gatunek rośliny z rodziny zarazowatych. Występuje w Europie.
W Polsce rośnie w rozproszeniu na południu i wschodzie kraju.

## Morfologia

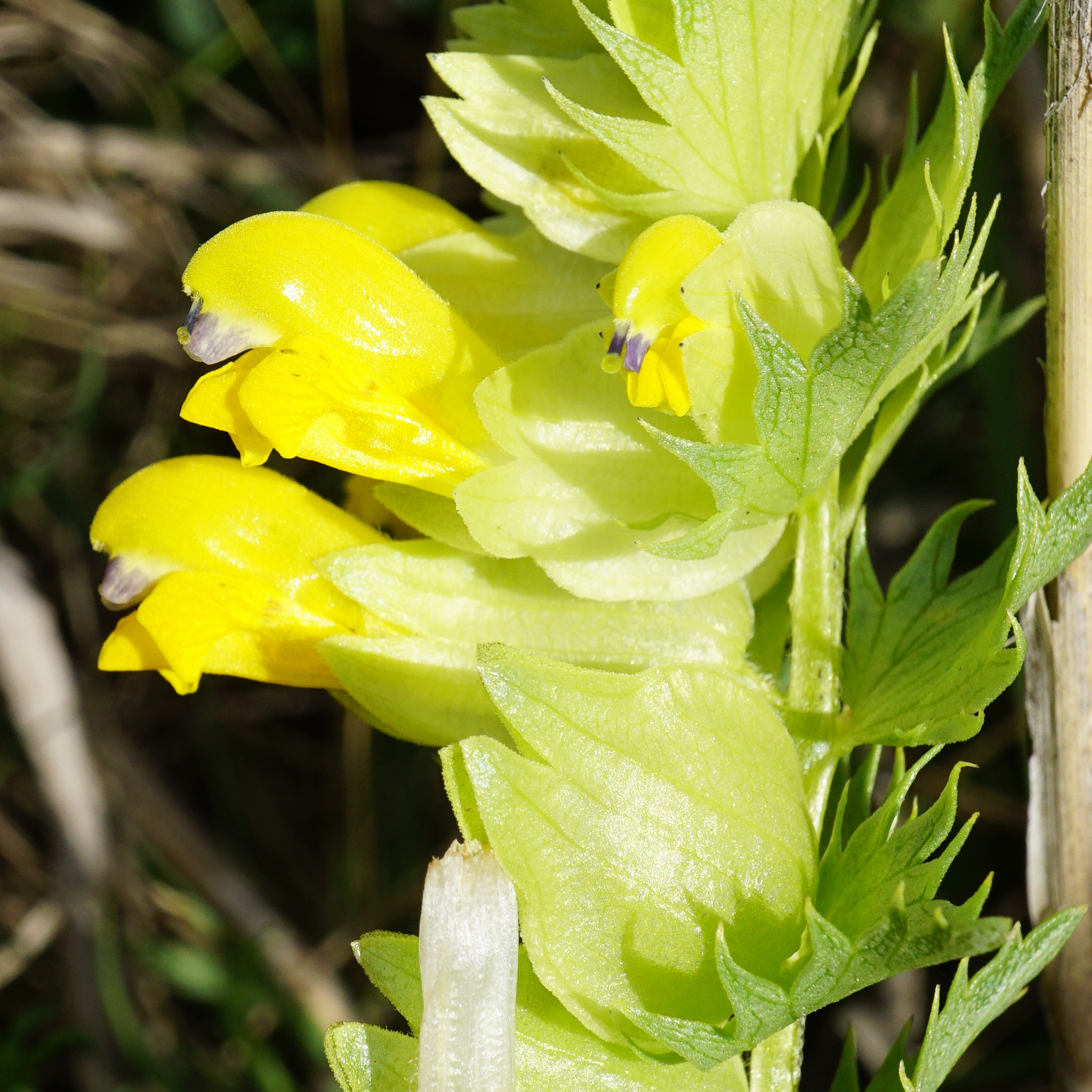
Kwiaty

ŁodygaDo 60 cm wysokości.
LiścieRównowąsko-lancetowate, odstające, ostro, odstająco ząbkowane.
KwiatyGrzbieciste. Korona kwiatu żółta, o długości około 20 mm. Kielich pokryty na brzegu szczecinkowatymi włoskami. Przysadki zaostrzone, nagie, nierówno ząbkowane.
OwocTorebka.

## Biologia i ekologia
Roślina jednoroczna, półpasożyt. Kwitnie od maja do sierpnia. Rośnie w murawach kserotermicznych.

## Zagrożenia i ochrona
Roślina umieszczona na polskiej czerwonej liście w kategorii DD (stopień zagrożenia nie może być określony).